# Polaki (Białoruś)
Polaki (biał. Палякі; ros. Поляки) – wieś na Białorusi, w obwodzie witebskim, w rejonie miorskim, w sielsowiecie Miory.
Dawna nazwa wsi – Polaki Małe.

## Historia
W czasach zaborów wieś w gminie Czeress, w powiecie dzisieńskim, w guberni wileńskiej Imperium Rosyjskiego. Wieś należała do dóbr Czeress ks. Radziwiłłów.
W latach 1921–1945 wieś leżała w Polsce, w województwie wileńskim, w powiecie dziśnieńskim, od 1926 w powiecie brasławskim, w gminie Czeress a od 1927 w gminie Leonpol.
Powszechny Spis Ludności z 1921 roku podał łączne dane dla Polaków Dużych i Małych. Obydwie wsie zamieszkiwały 144 osoby, 3 były wyznania rzymskokatolickiego, 137 prawosławnego, a 4 mojżeszowego. Jednocześnie 20 mieszkańców zadeklarowało polską przynależność narodową, a 124 białoruską. Było tu 27 budynków mieszkalnych. Polaki Małe w 1931 w 16 domach zamieszkiwały 74 osoby.
Wierni należeli do parafii rzymskokatolickiej i prawosławnej w Leonpolu. Miejscowość podlegała pod Sąd Grodzki w Druji i Okręgowy w Wilnie; właściwy urząd pocztowy mieścił się w Leonpolu.